# Trissernis
Trissernis es un género  de lepidópteros perteneciente a la familia Noctuidae. Es originario de Australia.

## Especies
- Trissernis greeni Holloway, 1977
- Trissernis ochrochlora Turner, 1902
- Trissernis prasinoscia Meyrick, 1902